# 33196 Kaienyang
1998 FX48 (asteroide 33196) é um asteroide da cintura principal. Possui uma excentricidade de 0.14945730 e uma inclinação de 4.53494º.
Este asteroide foi descoberto no dia 20 de março de 1998 por LINEAR em Socorro.